# AV Idol (filme)
AV Idol,no Japão Love & Seoul na Coreia do Sul (em coreano: 아이돌; em japonês: ラブ＆ソウル) é um filme de comédia erótica de 2012 dirigido por Hideo Jojo. É uma co-produção entre Japão e Coreia do Sul.